# Brignoliella caligiformis
Brignoliella caligiformis es una especie de arañas araneomorfas de la familia Tetrablemmidae.

## Distribución geográfica
Es endémica de cuevas en la isla de Hainan (China).